# Kaufhaus Lämmerhirt

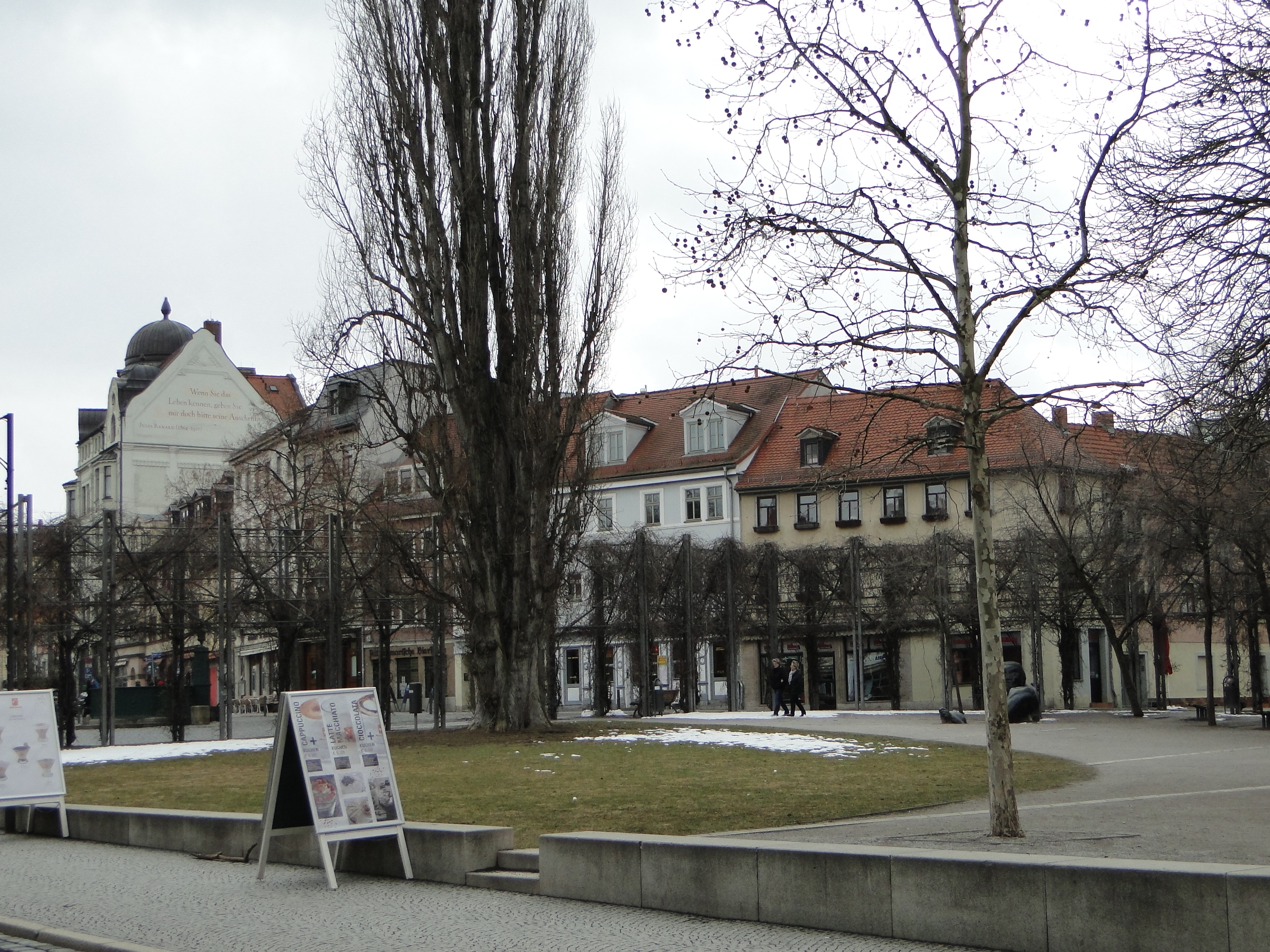
Pergola am Frauenplan, einstiger Standort des Modehauses Laemmerhirt

Das Kaufhaus Lämmerhirt (auch Kaufhaus Laemmerhirt) war ein Modehaus auf dem Frauenplan 19 in Weimar.

## Geschichte
Karl August Wilhelm Laemmerhirt gründete 1858 ein Schnittwarengeschäft, das ab 1865 in der Frauentorstraße 14 als Mode- und Konfektionshaus geführt wurde. Bis 1891 folgten mehrere Um- und Anbauten. Das Modehaus wurde von Paul und Philipp Laemmerhirt 1888 übernommen, die auf dem Frauenplan ein vierstöckiges  Geschäftshaus für Damen- und Kindermoden errichteten. Philipp und Wilhelm Lämmerhirt wiederum übernahmen 1926 die Leitung der Firma. Die Gebäude wurden bei den Luftangriffen 1945 zum Teil stark beschädigt. Die Firma bestand danach, geführt von Wilhelm Lämmerhirt, bis 1950 in dem teilweise wiederhergestellten Gebäude Frauenplan 19 weiter. Das Kaufhaus wie auch die anderen Gebäude dieser Hauszeile wurden 1961 abgerissen.  Das abgerissene Kaufhaus war 1906 von Bruno Röhr errichtet worden, der wiederum dieses an die Stelle eines älteren gesetzt hatte.
Eine im Jahr 2001 installierte Pergola auf Stahlrohren mit Drahtgespann deutet die Dimensionen des abgerissenen Kaufhauses an. Die Installation hat eine Höhe 5,5 m, was der Traufhöhe der  Bebauung des 19. Jahrhunderts entspricht. Anstelle der völlig zerstörten bzw. abgerissenen Häuser wurde 1991 eine Grünanlage angelegt.